# 1124 (عدد)
 1124 هو عدد صحيح، يلي العدد 1109 ويسبق العدد 1101.

## في الرياضيات

### خصائص
- عدد طبيعي.[3]

- عدد زوجي.[4][5]
- عدد موجب،[6] السالب منه هو - 1124.[7]

## في التاريخ
- 1124 هـ هي سنة في التقويم الهجري.
- هي سنة  1124 م في التقويم الميلادي.

## وصلات خارجية
الأعداد الصاتمة، ديوان اللغة العربية.